# دوربین تاریکخانه‌ای

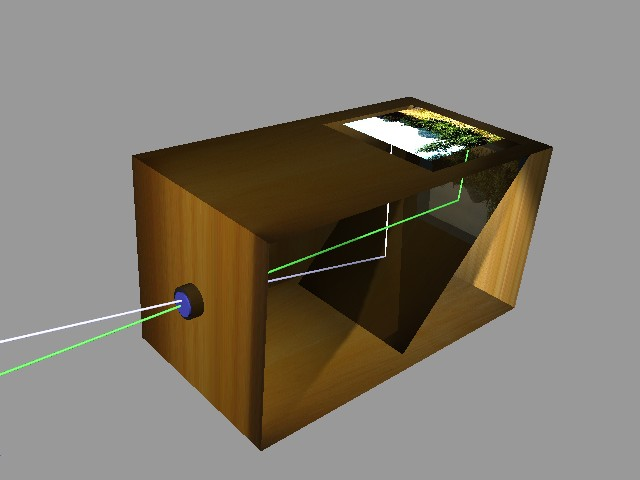
نحوهٔ کارکرد دوربین تاریکخانه‌ای

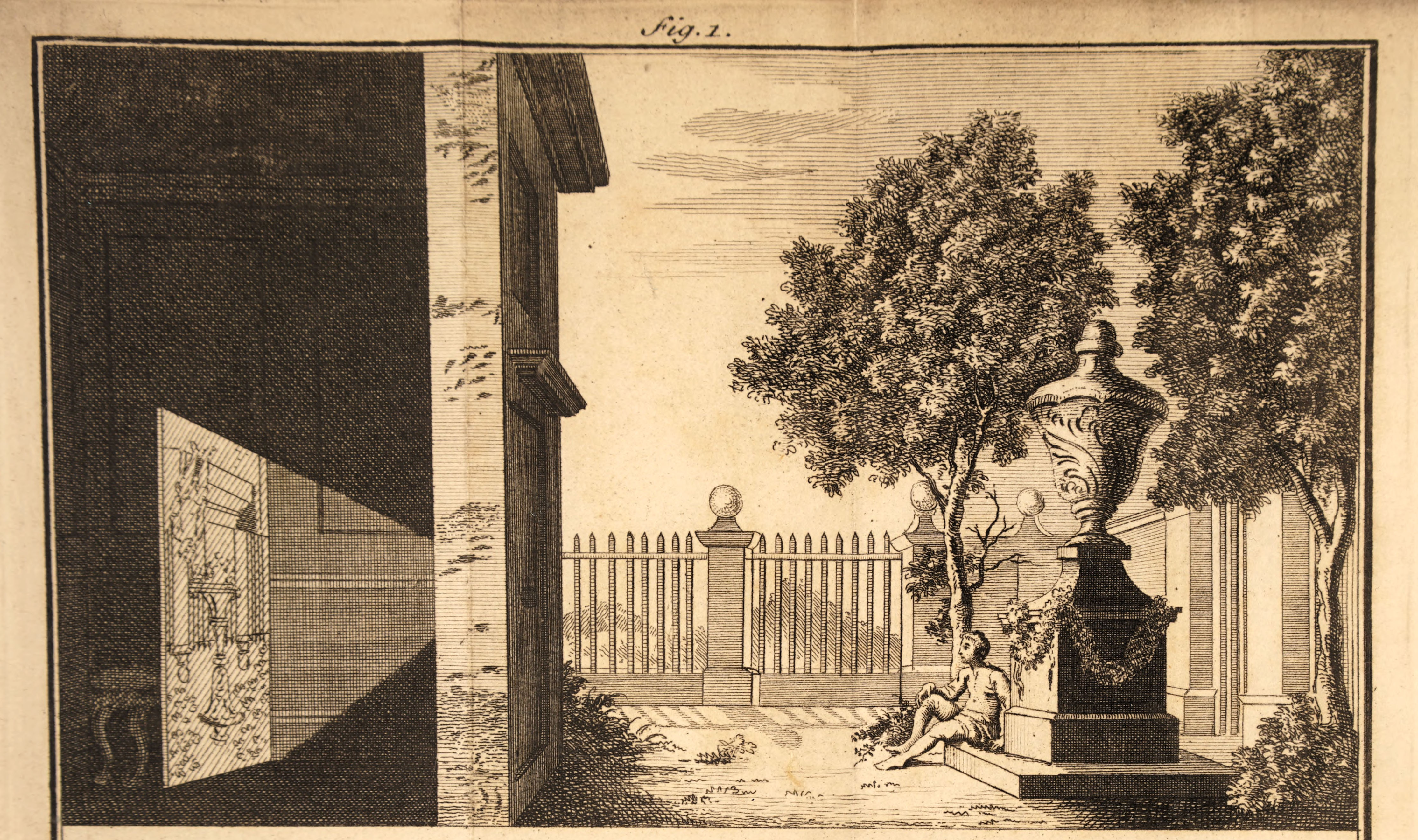
تصویر از جیمز آیسکا (چاپ چهارم ۱۷۵۵)

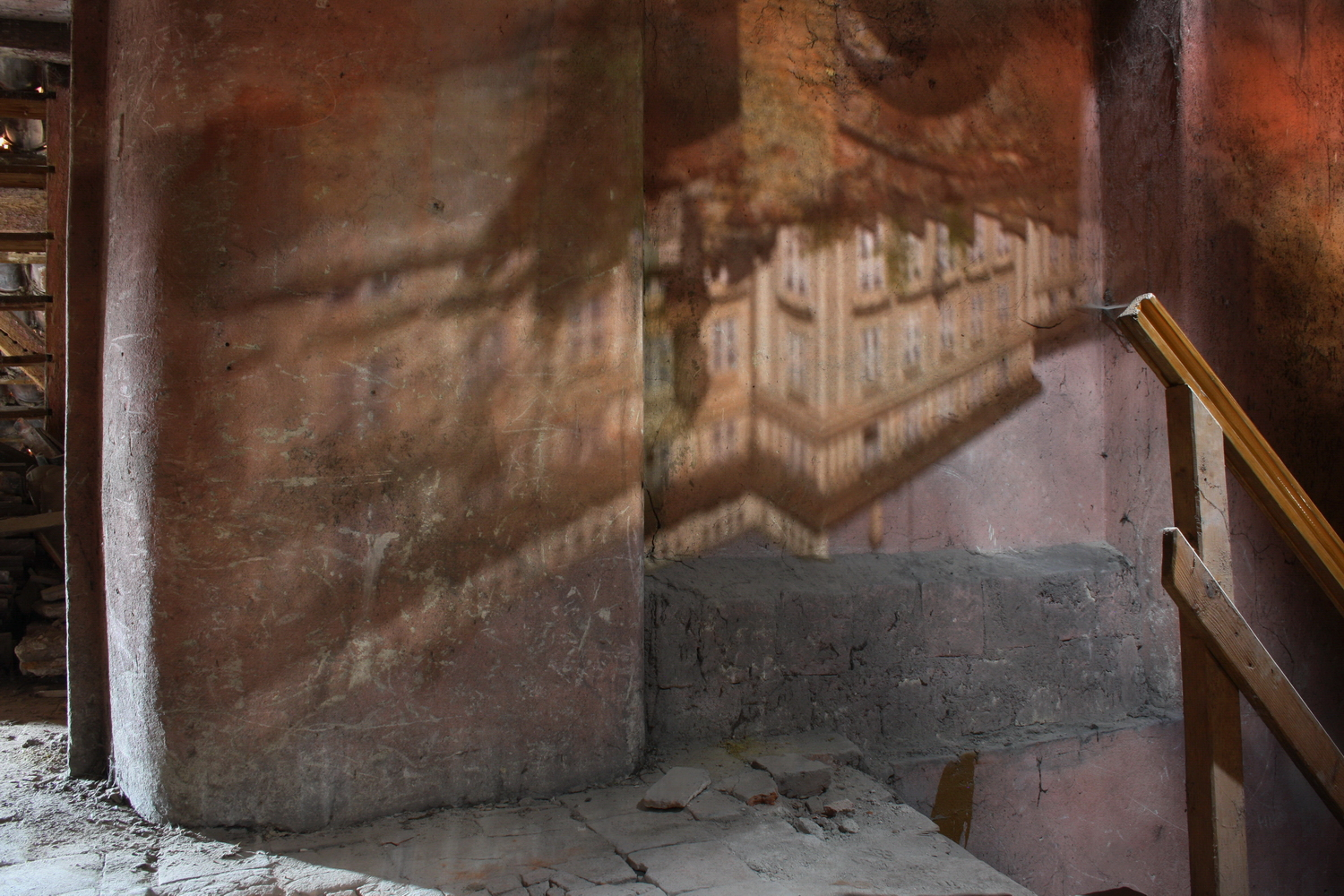
تصویری از کاخ سلطنتی جدید در قلعه پراگ بر روی سوراخ سقف کاشی بر روی دیوار اتاق زیر شیروانی ظاهر شده‌است

دوربین سوراخ‌سوزنی. نور از طریق یک سوراخ کوچک وارد یک جعبه تاریک می‌شود و تصویری معکوس بر روی دیوار روبروی سوراخ ایجاد می‌کند.

دوربین تاریکخانه‌ای یا اتاق تاریک (به انگلیسی: Camera obscura) یک دستگاه نوری است که یک تصویر از محیط اطراف خود را بر روی صفحه نمایش می‌دهد. از آن جهت طراحی و نقاشی استفاده می‌شود، و یکی از وسیله‌هایی است که کشف آن، منجر به تکامل عکاسی شد. این دستگاه شامل یک جعبه یا اتاق با یک سوراخ در یک طرف می‌باشد؛ نور یک صحنهٔ خارجی از طریق سوراخ به درون جعبه وارد می‌شود و در سطوح در داخل آن تکثیر می‌شود، که تصویر آن وارونه‌است، اما رنگ و ژرفانمایی (پرسپکتیو) آن حفظ شده‌است. در قرن هجدهم میلادی، با افزودن آیینه در مسیر نور ورودی و بازتاب آن در جهت مخالف، وارونگی تصویر از بین رفت.

## نگارخانه

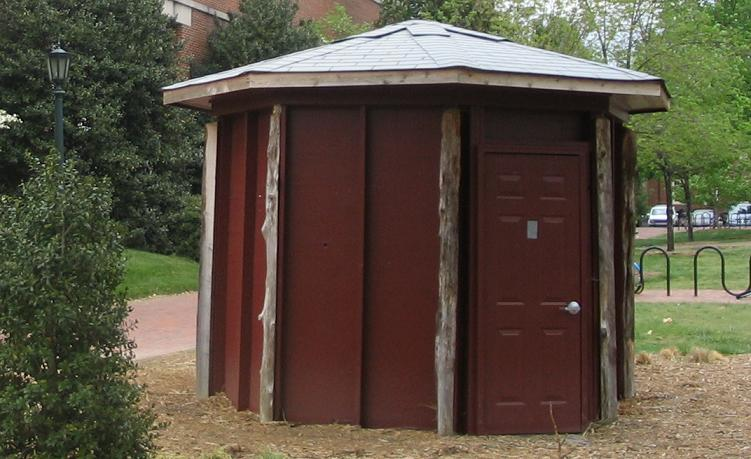
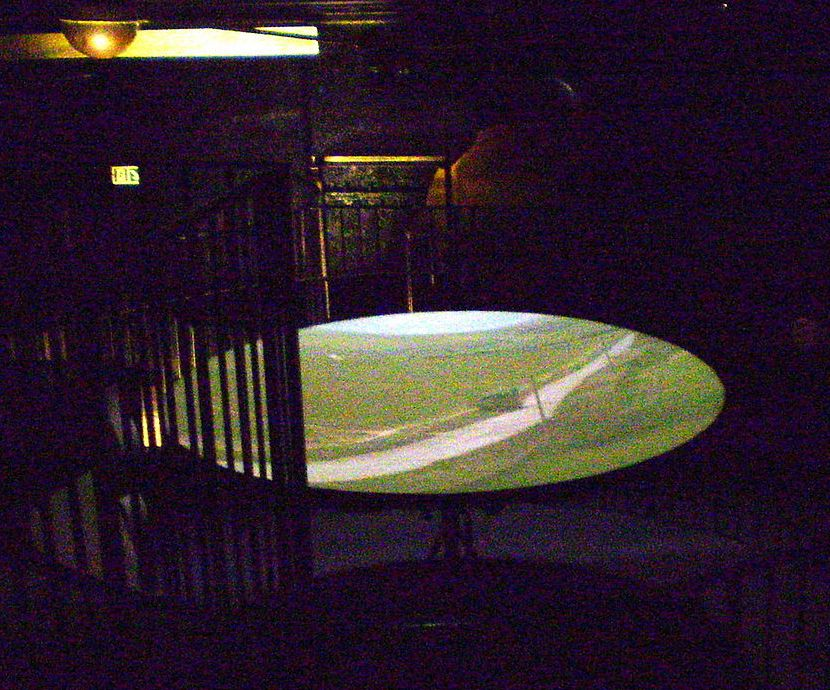
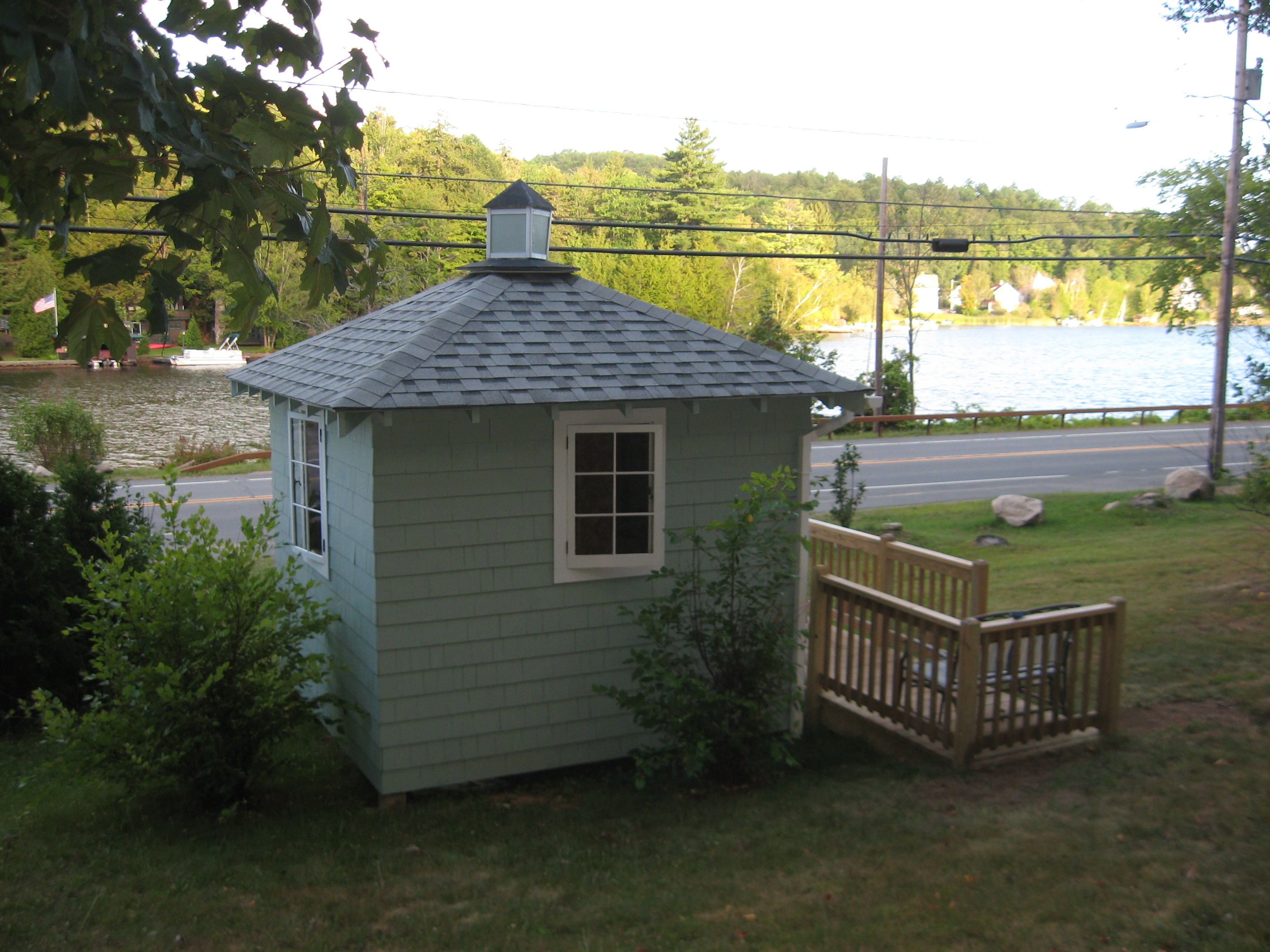
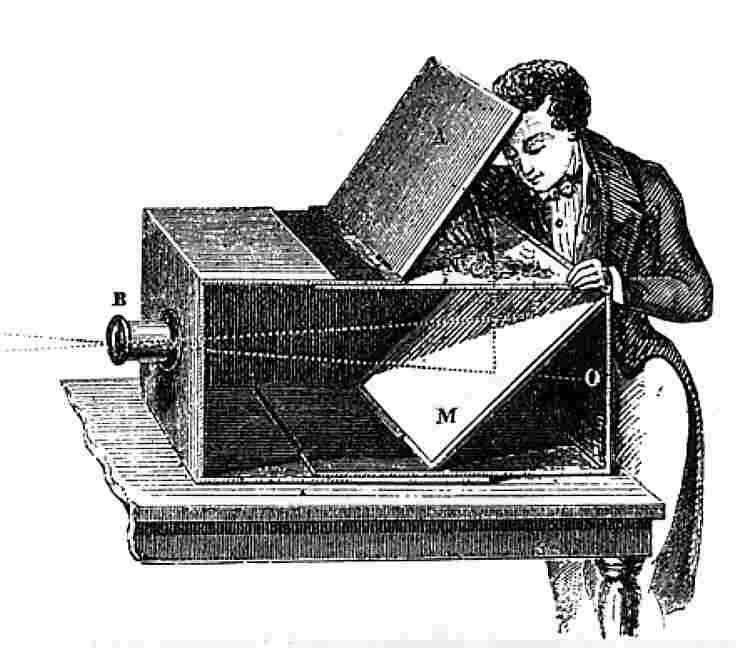
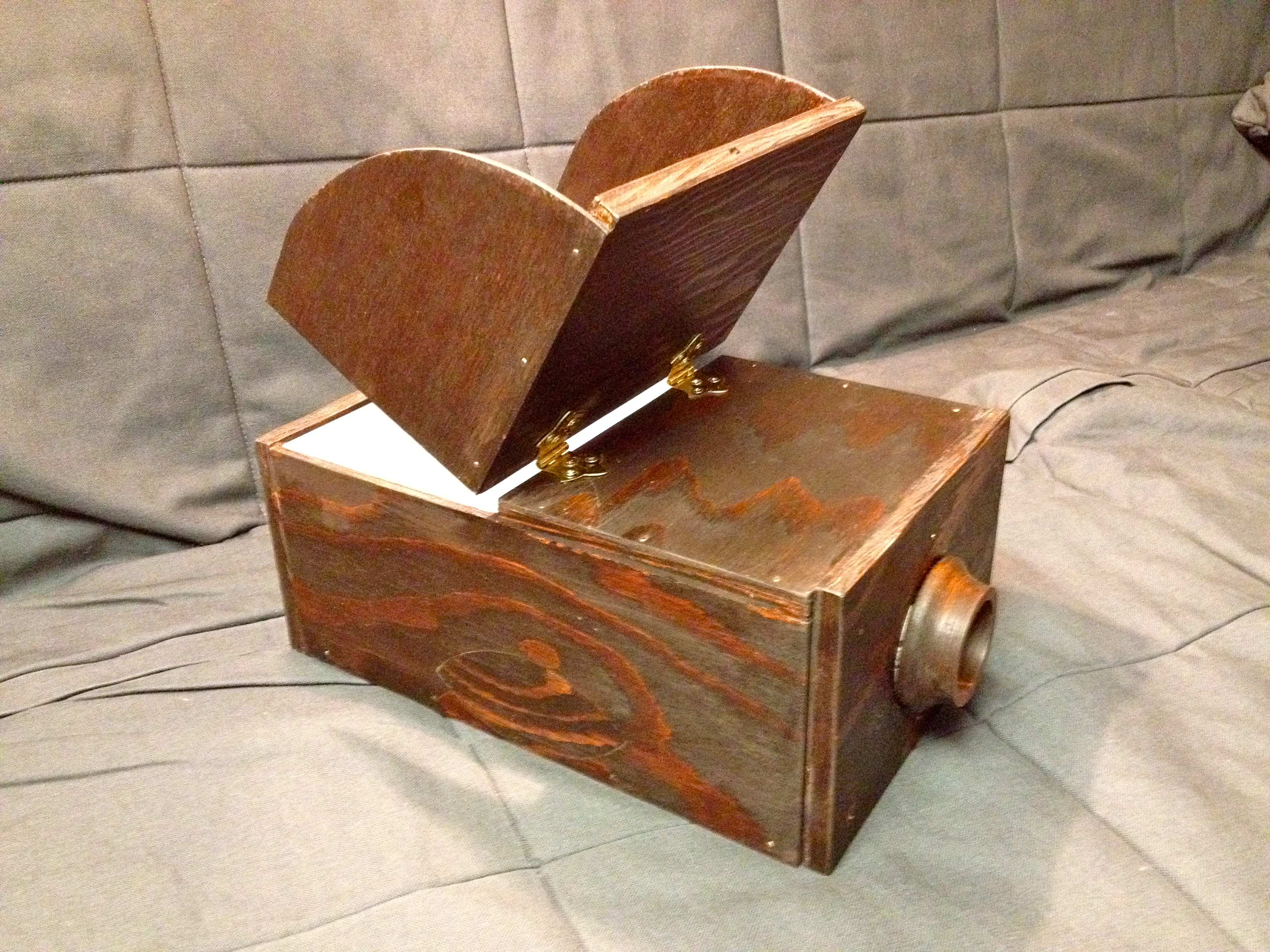
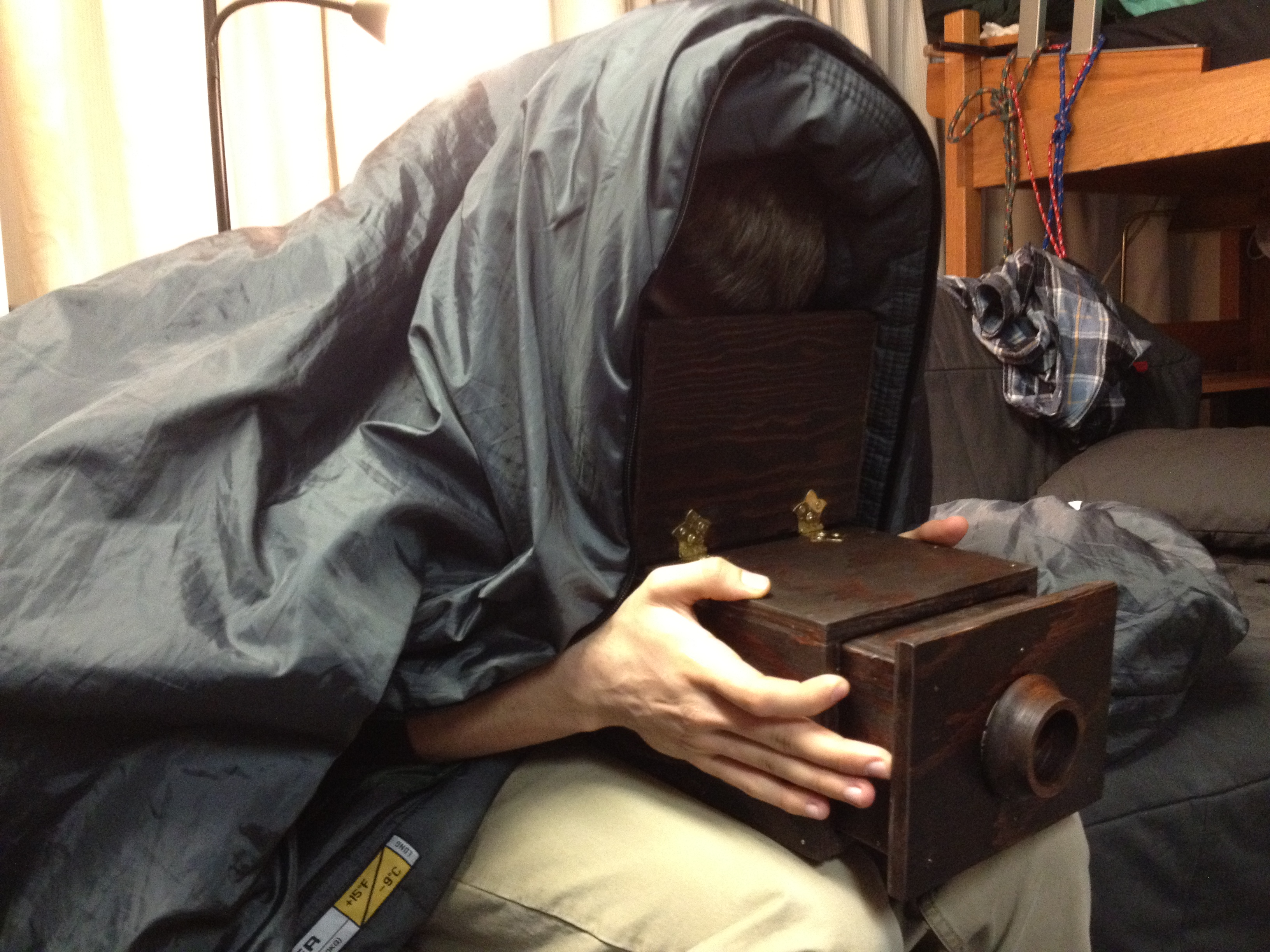